# エレイン・メイ
エレイン・メイ（Elaine May、1932年4月21日 - ）は、アメリカ合衆国の女優・コメディエンヌ、脚本家、映画監督。

## 来歴
ペンシルバニア州フィラデルフィアに演出家のジャック・バーリンと女優のアイダ・バーリンの間に生まれる。ユダヤ系。
マイク・ニコルズと舞台での喜劇コンビ「ニコルズ・アンド・メイ」を結成する。1962年には「ニコルズ・アンド・メイ」でグラミー賞の最優秀コメディ・パフォーマンス賞を受賞。また、2018年に出演したブロードウェイで上演の演劇『The Waverly Gallery』の演技において、翌年開催の第73回トニー賞で演劇主演女優賞を受賞した。87歳での受賞は演技部門での2番目に高齢の記録となる。2022年にはアカデミー名誉賞（第94回）が授与された。

## 出演作品
- おいしい生活（メイ） 2000
- イン・ザ・スピリッツ 1990
- カリフォルニア・スイート 1978
- おかしな求婚 監督・脚本兼 1971

## 脚本作品
- パーフェクト・カップル 1998
- バードケージ 1996
- 天国から来たチャンピオン 1978

## 監督作品
- イシュタール 脚本兼 1987
- マイキー&ニッキー/裏切りのメロディ 脚本兼 1976
- ふたり自身 1972